# Los Amarillos, Zacatecas
Los Amarillos är en ort i Mexiko.   Den ligger i kommunen Villa de Cos och delstaten Zacatecas, i den centrala delen av landet, 500 km nordväst om huvudstaden Mexico City. Los Amarillos ligger 1 991 meter över havet och antalet invånare är 170.
Terrängen runt Los Amarillos är en högslätt, och sluttar österut. Runt Los Amarillos är det mycket glesbefolkat, med 5 invånare per kvadratkilometer. Närmaste större samhälle är Villa de Cos, 11,4 km norr om Los Amarillos. Omgivningarna runt Los Amarillos är i huvudsak ett öppet busklandskap.